# Kleiner Pyhrgas
Der Kleine Pyhrgas ist ein Berg in den Ennstaler Alpen in Oberösterreich.
Mit einer Höhe von 2023 m ü. A. liegt er unmittelbar nördlich des Großen Pyhrgas, dem höchsten Gipfel und Westpfeiler der Haller Mauern. Der Berg liegt am Rande des Windischgarstner Beckens in der Pyhrn-Priel-Region.

## Anstieg
Die Gowilalm liegt in einer Höhe von 1375 Metern und dient als Schutzhütte am Kleinen Pyhrgas.

Der markierte Steig von der Alm zum Gipfel führt durch steiles Schrofengelände sowie über Felsstufen, die mit Drahtseilen und Ketten gesichert sind, und erfordert daher Trittsicherheit. Die Gehzeit beträgt 1½ bis 2 Stunden.